# Cirrisalarias bunares
Cirrisalarias bunares és una espècie de peix de la família dels blènnids i de l'ordre dels perciformes.

## Reproducció
És ovípar.

## Hàbitat
És un peix marí de clima tropical.

## Distribució geogràfica
Es troba a les Comores, Maurici, l'Illa Christmas, el Mar de la Xina Meridional i Tonga.